# Вохтога (деревня)
Вохтога — деревня в Грязовецком районе Вологодской области при впадении Елховки в Вохтожку.
Входит в состав Вохтожского муниципального образования, с точки зрения административно-территориального деления — в Вохтогский сельсовет.
Расстояние по автодороге до районного центра Грязовца — 62 км, до центра муниципального образования Вохтоги — 6 км. Ближайшие населённые пункты — Антипино, Дресвище, Ваганово.
По переписи 2002 года население — 151 человек (73 мужчины, 78 женщин). Всё население — русские.

## История
Впервые упоминается в письменных источниках второй половины XVII века как деревня. Название — по реке Вохтога (Вохтожка)(от фин. ohto, эрз. овто — медведь, медвежья река).

## Известные уроженцы
- Сычёв, Константин Алексеевич (1903—1960) — полковник, активный участник ВОВ, дважды за разные подвиги представлялся к званию Героя Советского Союза, кавалер десяти боевых орденов, командир 74-й стрелковой Киевской Краснознаменной ордена Богдана Хмельницкого дивизии.